# Maria Mokrzycka
Maria Matylda Mokrzycka, coneguda també pel cognom Moscisca, (Lviv, Polònia, 25 de març de 1882 – Skolimów, 15 de maig de 1971) fou una soprano operística i professora de cant ucraïnesa-polonesa.

## Biografia
Maria fou del militar Edmund Poecke i de Teresa Babel. Va rebre educació vocal al Conservatori de Lviv amb el professor Walery Wysocki. Ràpidament va cridar l'atenció de la comunitat d'art local. L'octubre de 1905, la cantant va debutar a l'escenari de l'Òpera de Lviv amb l'òpera Chopin de Giacomo Orefice. En casar-se amb Bolesław Mokrzycki va canviar el seu cognom a Mokrycka.
Després d'actuar a Lviv i Cracòvia el 1907, es va convertir en solista de l'Òpera de Varsòvia. Fins al 1909 va cantar a Varsòvia; diversos àlbums enregistrats per ella juntament amb Mattia Battistini provenen d'aquest període. Els anys 1909-1916 va actuar a Itàlia, Espanya i els Estats Units d'Amèrica. A Europa va cantar a Bèrgam, Torí, Ginebra, Budapest, Madrid, Barcelona i Viena, entre altres ciutats, sovint amb els més grans cantants de l'època, sempre amb èxit. A San Francisco, EUA, va intervenir en un memorable concert amb un programa que incloïa cançons poloneses, rebudes amb entusiasme pel públic estatunidenc.
Al Gran Teatre del Liceu de Barcelona va debutar en la temporada 1910-1911, intervenint en aquella temporada en les òperes La Bohème de Giacomo Puccini, Die Meistersinger von Nürnberg, Götterdämmerung i Das Rheingold de Richard Wagner i Mefistofele d'Arrigo Boito.
El 1917 va tornar a Varsòvia. Els seus papers més brillants inclouen les parts de Tatiana de Ievgueni Onegin de Piotr Ilitx Txaikovski, Mimi a La Bohème i, sobretot, el paper principal de Madama Butterfly del mateix compositor. El 1931 es va retirar dels escenaris per a dedicar-se a continuació a l'ensenyament. Va ser professora de l'Escola Superior de Música Frédéric Chopin i a l'Acadèmia de Teatre Alexandre-Zelwerowicz (llavors Państwowa Wyższa Szkoła Teatralna, PWST) de Varsòvia.
Essent essencialment una soprano lírica, no va dubtar a cantar parts dramàtiques en òperes com ara Halka d'Stanisław Moniuszko, Tosca de Puccini, Mefistofele i fins i tot Die Walküre de Richard Wagner. El repertori de Maria Mokrzycka va incloure també diverses òperes poloneses: va cantar el paper principal durant l'estrena de Hagith de Karol Szymanowski i també el paper principal en la primera representació polonesa de l'òpera Eros i Psyche de Ludomir Różycki.
Va estar casada dues vegades: el 19 d'octubre de 1901 la Basílica Catedral de Lviv amb Bolesław Mokrzycki i el 2 de maig de 1905, a la mateixa església, amb Kazimierz Pilarz.
Va morir el 15 de maig de 1971 durant una estada d'estiu a la Residència per a Artistes Escènics Veterans Polonesos de Skolimów. Va ser enterrada al cementiri Powązki de Varsòvia (secció b-8-4).

## Guardons
- Creu de comandant de l'Orde Polònia Restituta (5 de novembre de 1955).[5]
- Creu al Mèrit, en categoria d'or (30 de gener de 1930).[6]